# Жигулёвская улица (Москва)
Жигулёвская у́лица (название с 20 мая 1964 года) — улица в Юго-Восточном административном округе города Москвы на территории района Кузьминки.

## История
Улица получила своё название 20 мая 1964 года по местности Жигули на Волге по расположению на юго-востоке Москвы.

## Расположение
Жигулёвская улица проходит от Окской улицы на юго-восток, с востока к ней примыкает Зеленодольский проезд, Жигулёвская улица проходит далее до площади Славы, поворачивает на юго-юго-запад, образуя северо-западную границу площади, и проходит до Волгоградского проспекта, за которым продолжается как улица Маршала Чуйкова. Нумерация домов начинается от Окской улицы.

## Транспорт

### Автобус
- 796
- Вч: от Окского проезда до Окской улицы.

### Метро
- Станция метро «Кузьминки» Таганско-Краснопресненской линии — у юго-восточного конца улицы, на пересечении с Волгоградским проспектом.